# Natació als Jocs Olímpics d'estiu de 1964
Als Jocs Olímpics d'Estiu de 1964 celebrats a la ciutat de Tòquio (Japó) es disputaren 18 proves de natació, deu en categoria masculina i vuit en categoria femenina. La competició es desenvolupà al Kokuritsu Yoyogi Kyōgi-jō entre els dies 11 i 18 d'octubre de 1964.
Hi participaren un total de 405 nedadors, entre ells 243 homes i 162 dones, de 45 comitès nacionals diferents.

## Resum de medalles

### Categoria masculina
| Prova                   | Or                                                                        | Or      | Argent                                                                     | Argent  | Bronze                                                              | Bronze  |
| 100 m lliures Detalls   | Don Schollander                                                           | 53.4    | Robert McGregor                                                            | 53.5    | Hans Klein                                                          | 54.0    |
| 400 m lliures Detalls   | Don Schollander                                                           | 4:12.2  | Frank Wiegand                                                              | 4:14.9  | Allan Wood                                                          | 4:15.1  |
| 1500 m lliures Detalls  | Bob Windle                                                                | 17:01.7 | John Nelson                                                                | 17:03.0 | Allan Wood                                                          | 17:07.7 |
| 200 m esquena Detalls   | Jed Graef                                                                 | 2:10.3  | Gary Dilley                                                                | 2:10.5  | Robert Bennett                                                      | 2:13.1  |
| 200 m braça Detalls     | Ian O'Brien                                                               | 2:27.8  | Georgi Prokopenko                                                          | 2:28.2  | Chester Jastremski                                                  | 2:29.6  |
| 200 m papallona Detalls | Kevin Berry                                                               | 2:06.6  | Carl Robie                                                                 | 2:07.5  | Fred Schmidt                                                        | 2:09.3  |
| 400 m estils Detalls    | Richard Roth                                                              | 4:45.4  | Roy Saari                                                                  | 4:47.1  | Gerhard Hetz                                                        | 4:51.0  |
| 4x100 m lliures Detalls | Estats UnitsStephen Clark · Michael Austin · Gary Ilman · Don Schollander | 3:33.2  | AlemanyaHorst Löffler · Frank Wiegand · Uwe Jacobsen · Hans Klein          | 3:37.2  | AustràliaDavid Dickson · Peter Doak · John Ryan · Bob Windle        | 3:39.1  |
| 4x200 m lliures Detalls | Estats UnitsStephen Clark · Roy Saari · Gary Ilman · Don Schollander      | 7:52.1  | AlemanyaHorst Gregor · Gerhard Hetz · Frank Wiegand · Hans Klein           | 7.59.3  | JapóMakoto Fukui · Kunihiro Iwasaki · Toshio Shoji · Yukiaki Okabe  | 8:03.8  |
| 4x100 m estils Detalls  | Estats UnitsHarold Mann · William Craig · Fred Schmidt · Stephen Clark    | 3:58.4  | AlemanyaErnst-Joachim Küppers · Egon Henninger · Horst Gregor · Hans Klein | 4:01.6  | AustràliaPeter Reynolds · Ian O'Brien · Kevin Berry · David Dickson | 4:02.3  |

### Categoria femenina
| Prova                   | Or                                                                             | Or     | Argent                                                                  | Argent | Bronze                                                                                     | Bronze |
| 100 m lliures Detalls   | Dawn Fraser                                                                    | 59.5   | Sharon Stouder                                                          | 59.9   | Kathleen Ellis                                                                             | 1:00.8 |
| 400 m lliures Detalls   | Virginia Duenkel                                                               | 4:43.3 | Marilyn Ramenofsky                                                      | 4:44.6 | Terri Stickles                                                                             | 4:47.2 |
| 100 m esquena Detalls   | Cathy Ferguson                                                                 | 1:07.7 | Kiki Caron                                                              | 1:07.9 | Virginia Duenkel                                                                           | 1:08.0 |
| 200 m esquena Detalls   | Galina Prozumenschikova                                                        | 2:46.4 | Claudia Kolb                                                            | 2:47.6 | Svetlana Babanina                                                                          | 2:48.6 |
| 100 m papallona Detalls | Sharon Stouder                                                                 | 1:04.7 | Ada Kok                                                                 | 1:05.6 | Kathleen Ellis                                                                             | 1:06.0 |
| 400 m estils Detalls    | Donna de Varona                                                                | 5:18.7 | Sharon Finneran                                                         | 5:24.1 | Martha Randall                                                                             | 5:24.2 |
| 4x100 m lliures Detalls | Estats UnitsSharon Stouder · Donna de Varona · Lillian Watson · Kathleen Ellis | 4:03.8 | AustràliaRobyn Thorn · Janice Murphy · Lynette Bell · Dawn Fraser       | 4:06.9 | Països BaixosPauline Wildt · Toos Beumer · W. Weerdenburg · Erica Terpstra                 | 4:12.0 |
| 4x100 m estils Detalls  | Estats UnitsCathy Ferguson · Cynthia Goyette · Sharon Stouder · Kathleen Ellis | 4:33.9 | Països BaixosKornelia Winkel · Klenie Bimolt · Ada Kok · Erica Terpstra | 4:37.0 | Unió SovièticaTatyana Savelyeva · Svetlana Babanina · Tatyana Devyatova · Natalya Ustinova | 4:39.2 |

## Medaller
| Posició | País           | Or | Argent | Bronze | Total |
| 1       | Estats Units   | 13 | 8      | 8      | 29    |
| 2       | Austràlia      | 4  | 1      | 4      | 9     |
| 3       | Unió Soviètica | 1  | 1      | 2      | 4     |
| 4       | Alemanya       | 0  | 4      | 2      | 6     |
| 5       | Països Baixos  | 0  | 2      | 1      | 3     |
| 6       | França         | 0  | 1      | 0      | 1     |
| 6       | Regne Unit     | 0  | 1      | 0      | 1     |
| 8       | Japó           | 0  | 0      | 1      | 1     |